# Chris Horner
Christopher ("Chris") Brandon Horner (Okinawa (Japan), 23 oktober 1971) is een voormalig wielrenner uit de Verenigde Staten. Hij bleef beroepsrenner tot zijn 48ste levensjaar. In 2019 stopte Horner na een carrière van 23 jaar. Zijn grootste zege is het eindklassement van de Ronde van Spanje van 2013. Horner is de oudste winnaar van de Vuelta: toen hij won, was hij ruim 41 jaar oud. 

## Biografie
De uit Bend, Oregon afkomstige Horner werd prof in 1996 bij een klein Amerikaans team. Hij reed hierna drie jaar voor het Franse La Française des Jeux, maar zonder veel succes. Zijn beste resultaat was de derde plaats in de Grote Prijs Plouay in 1997 en Horner keerde terug naar zijn eigen land.
Hier won hij jarenlang zeer veel wedstrijden, waarvan de meeste echter amper bekend zijn in Europa. Zijn zeges in de zware Maleisische Ronde van Langkawi in 2000 en de Ronde van Georgia in 2003 gaven echter aan dat Horner een redelijke renner was. Toen hij tijdens het wereldkampioenschap van een jaar later zeer opvallend reed en uiteindelijk achtste werd, kreeg hij voor de laatste dagen van dat seizoen en het hele volgende seizoen een contract bij Saunier Duval aangeboden. Horner, op het Amerikaanse continent een veelwinnaar, kon het tot dan in Europa nooit waarmaken. Bij Saunier Duval beleefde hij echter zijn tweede jeugd. Horner werd meteen elfde in de Ronde van Lombardije en boekte zijn eerste grote Europese zege in 2005, in een bergetappe in de Ronde van Zwitserland, waarin hij vijfde in het eindklassement werd.
Begin 2006 maakte hij de overstap naar de Belgische formatie Davitamon-Lotto.
Bij Davitamon werd hij binnengehaald om Cadel Evans bij te staan in de Tour, maar de Amerikaan zorgde in het voorjaar ook al voor mooie resultaten. Hij pakte 2 podiumplaatsen in de Ronde van Californië en reed een sterk Ardens drieluik met ereplaatsen in Luik-Bastenaken-Luik (8ste), Waalse Pijl (19de) en Amstel Gold Race (20ste). In Parijs-Nice (10de) en Ronde van Romandië (7de) versierde hij mooie eindnoteringen.
In de Ronde van Spanje 2009 viel hij in de 4e etappe uit met een gebroken pols, na een massale valpartij 2 km voor de finish.In 2010 maakte Horner een enorme sprong voorwaarts en vestigde zich definitief als uitstekend klimmer. Hij won voor Radioshack in 2010 op een knappe manier de Ronde van het Baskenland, waar hij de afsluitende tijdrit won en daarmee Alejandro Valverde onttroonde. Ook reed hij een sterk Ardens drieluik, met een 7e plek in Luik-Bastenaken-Luik en de Waalse pijl en een 10e stek in de Amstel Gold Race. Ook werd 2e in de Ronde van Sardinië, 4e in de Ronde van Californie en 9e in de Dauphine. Daarnaast reed hij voor de eerste keer top 10 in de Ronde van Frankrijk, ondanks veel knechtenwerk in de eerste week voor Armstrong. In 2011 won hij op overtuigende wijze de Ronde van Californië. Voor de Ronde van Frankrijk van 2013 moest de 41-jarige Horner bedanken wegens herstel van zijn operatie aan zijn knie.

## Oudste rondewinnaar
Tijdens de Ronde van Spanje van 2013 wist Horner voor het eerst in zijn carrière een etappe in een grote ronde te winnen. Met zijn 41 jaar en 307 dagen werd hij toen de oudste ritwinnaar ooit in een grote ronde. Ook werd Horner op dat moment de oudste klassementsleider ooit in een grote ronde. Op 2 september 2013 tijdens de tiende etappe scherpte hij op bijna 42-jarige leeftijd zijn eigen records alweer aan.
Tijdens de negentiende etappe heroverde Horner de rode trui door een achterstand van drie seconden op oud-winnaar Vincenzo Nibali om te buigen naar een voorsprong van drie seconden. Een dag later, tijdens de twintigste etappe met aankomst op de beruchte Alto de El Angliru, wist Horner zijn voorsprong op de Italiaan, die vooraf als topfavoriet werd bestempeld en eerder dat seizoen de Ronde van Italië had gewonnen, te vergroten naar 37 seconden. Zo stelde hij de eindzege veilig en kon hij een dag later in Madrid worden gehuldigd als winnaar van de Vuelta.
Horner werd zo de oudste winnaar van een grote ronde; met zijn 41 jaar en 327 dagen verbrak hij ruim het vorige record van Firmin Lambot. Lambot won in 1922 de Ronde van Frankrijk, hij was toen 36 jaar en 131 dagen.
Ondanks zijn prestatie in de Vuelta van 2013 werd zijn contract bij RadioShack-Leopard niet verlengd. Na een lange zoektocht naar een nieuwe werkgever werd eind januari 2014 bekendgemaakt dat Horner in 2014 uitkomt voor Lampre-Merida.
In december 2014 maakte hij bekend dat hij zijn carrière zal afsluiten bij het Amerikaanse continentale team Airgas-Safeway. In 2016 beëindigde hij zijn carrière bij Lupus Racing Team. Zijn laatste koers was de Reading 120. Op 22 juni 2018 keerde hij echter terug in het peloton bij Team Illuminate. Het Amerikaans kampioenschap op de weg werd zijn eerste koers voor dat team.

## Belangrijkste overwinningen
1996
- First Union Invitational

2000
- Eindklassement Ronde van Langkawi
- Eindklassement Redlands Bicycle Classic

2001
- Eindklassement Solano Bicycle Classic

2002
- Eindklassement Redlands Bicycle Classic

2003
- 1e etappe Solano Bicycle Classic
- 4e etappe Solano Bicycle Classic
- Eindklassement Solano Bicycle Classic
- Eindklassement Redlands Bicycle Classic
- Eindklassement Ronde van Georgia
- San Francisco Grand Prix

2004
- Proloog Redlands Bicycle Classic
- 1e etappe Redlands Bicycle Classic
- 2e etappe Redlands Bicycle Classic
- Eindklassement Redlands Bicycle Classic
- San Dimas Stage Race

2005
- 6e etappe Ronde van Zwitserland

2006
- 2e etappe Ronde van Romandië

2010
- 6e etappe Ronde van het Baskenland
- Eindklassement Ronde van het Baskenland

2011
- 4e etappe Ronde van Californië
- Eindklassement Ronde van Californië

2012
- Ploegenklassement Ronde van Californië
- Ploegenklassement Ronde van Frankrijk

2013
- 5e etappe Ronde van Utah
- 3e en 10e etappe Ronde van Spanje
- Eindklassement Ronde van Spanje
- Combinatieklassement Ronde van Spanje

## Belangrijkste ereplaatsen
1996
- 3e Amerikaans Nationaal Kampioenschap

2004
- 8e Wereldkampioenschap wielrennen

2005
- 5e eindklassement Ronde van Zwitserland

2006
- 8e Luik-Bastenaken-Luik
- 7e eindklassement Ronde van Romandië
- 10e eindklassement Parijs-Nice

2010
- 7e Luik-Bastenaken-Luik
- 7e Waalse Pijl
- 9e eindklassement Ronde van Frankrijk

2011
- 2e eindklassement Ronde van Catalonië
- 2e eindklassement Ronde van het Baskenland

2012
- 2e eindklassement Tirreno-Adriatico
- 9e eindklassement Ronde van het Baskenland
- 8e eindklassement Ronde van Californië

2013
- 6e eindklassement Tirreno-Adriatico
- 2e eindklassement Ronde van Utah
- 3e 14e etappe Ronde van Spanje
- 2e 20e etappe Ronde van Spanje

2014
- 2e eindklassement Ronde van Utah

2015
- 5e eindklassement Ronde van Utah

## Resultaten in voornaamste wedstrijden
| Jaar | Ronde van Italië | Ronde van Frankrijk | Ronde van Spanje |
| ---- | ---------------- | ------------------- | ---------------- |
| 1997 |                  |                     |                  |
| 1998 |                  |                     |                  |
| 1999 |                  |                     |                  |
| 2001 |                  |                     |                  |
| 2003 |                  |                     |                  |
| 2004 |                  |                     |                  |
| 2005 |                  | 33e                 |                  |
| 2006 |                  | 63e                 | 20e              |
| 2007 |                  | 15e                 | 36e              |
| 2008 |                  |                     |                  |
| 2009 | opgave           |                     | opgave           |
| 2010 |                  | 8e                  |                  |
| 2011 |                  | opgave              |                  |
| 2012 |                  | 13e                 |                  |
| 2013 |                  |                     | ↑ (2)            |
| 2014 |                  | 17e                 |                  |

| Jaar | Amstel Gold Race | Luik-Bast.‑Luik | Ronde van Lombardije | Waalse Pijl | Parijs-Tours | Bretagne Classic |  | WK op de weg |  | Wereldranglijsten |
| ---- | ---------------- | --------------- | -------------------- | ----------- | ------------ | ---------------- |  | ------------ |  | ----------------- |
| 1997 |                  |                 |                      |             | 109e         | ↑                |  | 28e          |  |                   |
| 1998 | opgave           |                 |                      |             |              |                  |  | opgave       |  |                   |
| 1999 | opgave           |                 |                      |             |              |                  |  | opgave       |  |                   |
| 2001 | opgave           | opgave          |                      | 46e         |              |                  |  |              |  |                   |
| 2003 |                  |                 |                      |             |              |                  |  | 76e          |  |                   |
| 2004 |                  | 8e              | 11e                  |             | 50e          |                  |  | 8e           |  |                   |
| 2005 |                  |                 | 60e                  |             | 105e         | 23e              |  |              |  | 81e (UPT)         |
| 2006 | 20e              |                 | 88e                  | 19e         |              |                  |  | 47e          |  | 80e (UPT)         |
| 2007 |                  | 77e             | 10e                  |             |              |                  |  |              |  | 61e (UPT)         |
| 2008 |                  |                 | 7e                   |             |              |                  |  |              |  |                   |
| 2009 |                  |                 | 12e                  |             |              |                  |  |              |  |                   |
| 2010 | 10e              | 7e              | 21e                  | 7e          | 73e          |                  |  |              |  | 18e (UWK)         |
| 2011 |                  |                 |                      |             |              |                  |  |              |  | 27e (UWT)         |
| 2012 | 82e              | opgave          | opgave               | 42e         |              |                  |  | opgave       |  | 43e (UWT)         |
| 2013 |                  |                 |                      |             |              |                  |  | opgave       |  | 13e (UWT)         |
| 2014 |                  |                 |                      |             |              |                  |  |              |  | 140e (UWT)        |

## Ploegen
- 1995- NutraFig
- 1996- NutraFig-Colorado Cyclist
- 1997- Française des Jeux
- 1998- La Française des Jeux
- 1999- La Française des Jeux
- 2000- Mercury Cycling Team-Manheim Auctions
- 2001- Mercury-Viatel (tot 30/09)
- 2001- Prime Alliance Cycling Team (vanaf 01/10)
- 2002- Prime Alliance Cycling Team
- 2003- Saturn Cycling Team
- 2004- Webcor Cycling Team (tot 12/10)
- 2004- Saunier Duval (vanaf 08/10)
- 2005- Saunier Duval
- 2006- Davitamon-Lotto
- 2007- Predictor-Lotto
- 2008- Astana
- 2009- Astana
- 2010- Team RadioShack
- 2011- Team RadioShack
- 2012- RadioShack-Nissan-Trek
- 2013- RadioShack-Leopard
- 2014- Lampre-Merida
- 2015- Airgas-Safeway Cycling Team
- 2016- Lupus Racing Team
- 2018- Team Illuminate (vanaf 22/06)